# Alexis Jeannerod
Alexis Jeannerod (* 27. Januar 1991 in Pontarlier) ist ein ehemaliger französischer Skilangläufer.

## Werdegang
Jeannerod nahm von 2008 bis 2017 vorwiegend am Alpencup teil. Dabei kam er im Januar 2013 mit dem zweiten Platz im Skiathlon in Oberwiesenthal erstmals aufs Podest. In der Saison 2013/14 erreichte er drei Podestplatzierungen den, davon zwei im Einzel und belegte damit den achten Rang in der Gesamtwertung. Im Januar 2016 holte er über 15 km klassisch in Planica seinen ersten Sieg im Alpencup. Sein Weltcupdebüt hatte er im Dezember 2011 in slowenischen Rogla. Dort kam er auf den 62. Platz im 15-km-Massenstartrennen. Seine ersten Weltcuppunkte holte er im Januar 2014 in Szklarska Poręba mit dem 24. Platz im 15-km-Massenstartrennen. Zu Beginn der Saison 2016/17 holte er in Valdidentro über 15 km klassisch seinen zweiten Sieg im Alpencup. Beim Weltcup in La Clusaz kam er mit dem 28. Platz im 15-km-Massenstartrennen erneut in die Punkteränge und erreichte mit dem dritten Platz mit der Staffel seine einzige Podestplatzierung im Weltcup. Die Tour de Ski 2016/17 beendete er auf dem 35. Platz. Dabei erreichte er im Val di Fiemme mit dem 21. Platz im 15-km-Massenstartrennen seine beste Platzierung im Weltcupeinzel. Im Februar 2017 siegte er beim Transjurassienne über 56 km in der klassischen Technik. Bei den nordischen Skiweltmeisterschaften 2017 in Lahti belegte er den 44. Platz über 15 km klassisch. Letztmals im Weltcup startete er im Januar 2018 in Planica, wobei er den 27. Platz über 15 km klassisch errang. Von 2018 bis zu seinem Karriereende im Jahr 2021 nahm er an Skimarathon-Rennen teil.

## Erfolge

### Siege bei Continental-Cup-Rennen
| Nr. | Datum             | Ort                     | Disziplin       | Serie    |
| --- | ----------------- | ----------------------- | --------------- | -------- |
| 1.  | 9. Januar 2016    | Planica                 | 15 km klassisch | Alpencup |
| 2.  | 10. Dezember 2016 | Valdidentro             | 15 km klassisch | Alpencup |
| 3.  | 16. Dezember 2017 | St. Ulrich am Pillersee | 15 km klassisch | Alpencup |

### Siege bei Skimarathon-Rennen
- 2017 Transjurassienne, 56 km klassisch

## Weltcup-Statistik
Die Tabelle zeigt die erreichten Platzierungen im Einzelnen.
- 1.–3. Platz: Anzahl der Podiumsplatzierungen
- Top 10: Anzahl der Platzierungen unter den ersten zehn
- Punkteränge: Anzahl der Platzierungen innerhalb der Punkteränge
- Starts: Anzahl gelaufener Rennen in der jeweiligen Disziplin
- Hinweis: Bei den Distanzrennen erfolgt die Einordnung gemäß FIS.

| Platzierung         | Distanzrennen a | Distanzrennen a | Distanzrennen a | Distanzrennen a | Distanzrennen a | Skiathlon Verfolgung | Sprint | Etappen- rennen b | Gesamt | Team   | Team    |
| Platzierung         | ≤ 5 km          | ≤ 10 km         | ≤ 15 km         | ≤ 30 km         | > 30 km         | Skiathlon Verfolgung | Sprint | Etappen- rennen b | Gesamt | Sprint | Staffel |
| ------------------- | --------------- | --------------- | --------------- | --------------- | --------------- | -------------------- | ------ | ----------------- | ------ | ------ | ------- |
| 1. Platz            |                 |                 |                 |                 |                 |                      |        |                   |        |        |         |
| 2. Platz            |                 |                 |                 |                 |                 |                      |        |                   |        |        |         |
| 3. Platz            |                 |                 |                 |                 |                 |                      |        |                   |        |        | 1       |
| Top 10              |                 |                 |                 |                 |                 |                      |        |                   |        |        | 1       |
| Punkteränge         |                 |                 | 4               |                 |                 |                      |        |                   | 4      |        | 2       |
| Starts              |                 | 3               | 11              | 1               |                 | 4                    | 3      | 2                 | 24     |        | 2       |
| Stand: Karriereende |                 |                 |                 |                 |                 |                      |        |                   |        |        |         |